# Reynold Arnould
Reynold Arnould est un peintre français, né au Havre le 7 décembre 1919 et mort à Paris le 23 mai 1980.

## Biographie
Enfant prodige, il fait sa première exposition à Rouen à l'âge de neuf ans. En 1933, Jacques Émile Blanche réalise son portrait (conservé au musée des beaux-arts de Rouen). Il étudie à l'école des beaux-arts de Rouen puis de Paris[réf. nécessaire]. En 1938, il gagne le second prix de Rome, et à l'âge de 20 ans (en 1939), il gagne le prix de Rome avec une peinture intitulée La Paix. En 1940, il peint ses amis à Saurat pendant son séjour en camp de jeunesse. Il côtoie à Paris Jean Lecanuet qu'il avait connu au lycée Corneille. Il devient directeur d'une école d'art à Dallas au Texas en 1949.
Il expose Forces et Rythmes de l’industrie au musée des Arts décoratifs à Paris en 1959.
En 1961, il inaugure la première Maison de la Culture dans sa ville natale et en 1964, il transforme une partie de l'aile nord du Grand Palais, à la demande d'André Malraux alors ministre des Affaires culturelles, en Galeries nationales destinées à recevoir de grandes expositions temporaires. Il est conservateur des musées du Havre (dont le futur musée André-Malraux) entre 1952 et 1965.
Reynold Arnould a exposé au Salon de Mai, au Salon des Tuileries, au Salon d'Automne, à la Galerie de France et dans les villes les plus importantes du milieu de l'art (New York, Londres, Dublin…).

## Œuvre
Son style est tout d'abord cubiste, utilisant des couleurs profondes, puis s'oriente dans les années 1950 vers une plus grande abstraction. Outre son sujet de prédilection (des portraits de femmes dans des intérieurs modernes), il a aussi peint des scènes allégoriques et des natures mortes et est connu en tant que muraliste.
Un film de Martine Lancelot, produit par Karin et Berthold Müller (Galerie Gimpel & Müller), sur un texte de Jean Lescure lui est consacré en 2001. 
Son atelier a été vendu à Drouot le 17 septembre 1999 et le 23 juin 2003.
Deux expositions lui sont consacrées au musée des beaux-arts de Rouen et au musée d'art moderne André-Malraux du Havre en 2019.

### Liste de ses œuvres
(liste non exhaustive)
- Étude pour le portrait de Teriade
- Nature morte aux poires
- Le bouquet
- Les amis de jeunesse
- Paysage de Pont-Aven
- La mariée (Mme Pozzo di Borgo)
- Portrait de Guillaume Gillet en académicien
- Étude pour le portrait d'André Malraux
- Portraits d'Henri et Isabel Goüin
- L'église d'Offranville
- Les barques
- Le déjeuner à Dinan
- Maison de jardin
- Rotative
- Fusion
- Chapeau de paille de Jacques-Émile Blanche à Offranville
- Les ifs du manoir de J.E.Blanche à Offranville
- Portrait de Reynold Arnould
- Vague
- Peintures de la chapelle de France, à Lavelanet (Ariège)[3]
- Fresques murales de la cité scolaire de Caucriauville au Havre (avec Christian Sauvé)

## Illustrations
- Katherine Mansfield, Sur la baie, nouvelles, 16 monotypes, Paris, Stock, 1946.
- Oscar Wilde, Le Portrait de Dorian Gray, 12 eaux-fortes, Paris, Stock, 1946.